# Metatrichoniscoides celticus
Metatrichoniscoides celticus là một loài Isopoda trong họ Trichoniscidae. Nó là loài chỉ được tìm thấy trên các vách đá ở Glamorgan từ Ogmore-by-Sea đến St. Donat's, và là loài nguy dễ bị tổn thương do số lượng cá thể ít.